# Pádolí (zámek)
Lovecký zámeček Pádolí se nachází pod hřebenem vrchů Pláň a Lubný v Orlických horách, u osady Podolí (uvádí se také jako Pádolí), která spadá pod Uhřínov, část Liberka. Prochází tudy žlutá turistická značka od Zdobnice na rozcestí Nad Sv. Matoušem nedaleko Jedlové v Orlických horách, zelená značka od Polanky na Luisino údolí a Velkou Deštnou, cyklotrasa 4309 z Antoniina údolí na Luisino údolí a cyklotrasa 4367 od Uhřínova. Zámeček momentálně slouží jako penzion.

## Historie
Lovecký zámeček nechal v roce 1905 v sousedství myslivny postavit tehdejší majitel solnického panství Wilhelm Karl Königswarter. Na jih od něj se nacházela dnes z většiny zaniklá osada a její hospodářské zázemí. Později jej získal zakladatel firmy JAWA ing. František Janeček. V roce 1948 byl jeho potomkům znárodněn a sloužil jako ubytovna lesních dělníků. Po restituci v roce 1992 se vrátil do majetku rodiny Janečkových, následně prošel úpravou na penzion.

## Popis
Jedná se o jednoduchý patrový objekt na půdorysu obdélníka s vystupujícími rizality na východní a západní straně budovy. Přízemí je zděné, patro obloženo dřevem a stavbu zakončuje sedlová střecha s podpěrami. Vše na západní straně doplňuje pavlač. Nejcennější místností na zámečku je jídelna s dochovaným kazetovým stropem a kachlovými kamny s množstvím reliéfů. Okna pak zdobí vitráže s erby Königswarterů a Wertheimerů von Wertheimstein.